# Обіходний звукоряд
Обіхо́дний звукоря́д — звукоряд, що лежить в основі давньоруської церковної монодії, знаменного співу.

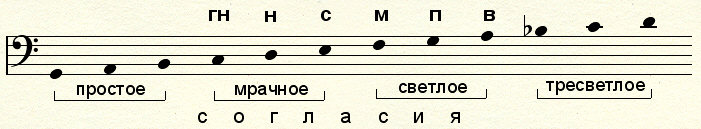
Обіходний звукоряд знаменного розспіву

 Обіходний звукоряд складається з чотирьох трихордів (так званих «согласій») однакової цілотонової структури, розділені півтоном. Обіходний звукоряд не є октавним, і кожний четвертий ступінь від кожного ступеня обіходного звукоряду завжди є квартою.
Оригінальні назви ступенів (див. у нотному прикладі над нотами) передають «висотні» характеристики звуків: гн — «гораздо низко», н — «низко», с — «средним гласом», м — «мрачно», п — «повыше», в — «высоко».
Звукоряд, близький до «обіходного», під назвою Раст, є основним також і для традиційної східної музики (мугам, макам).